# Herbert Peters

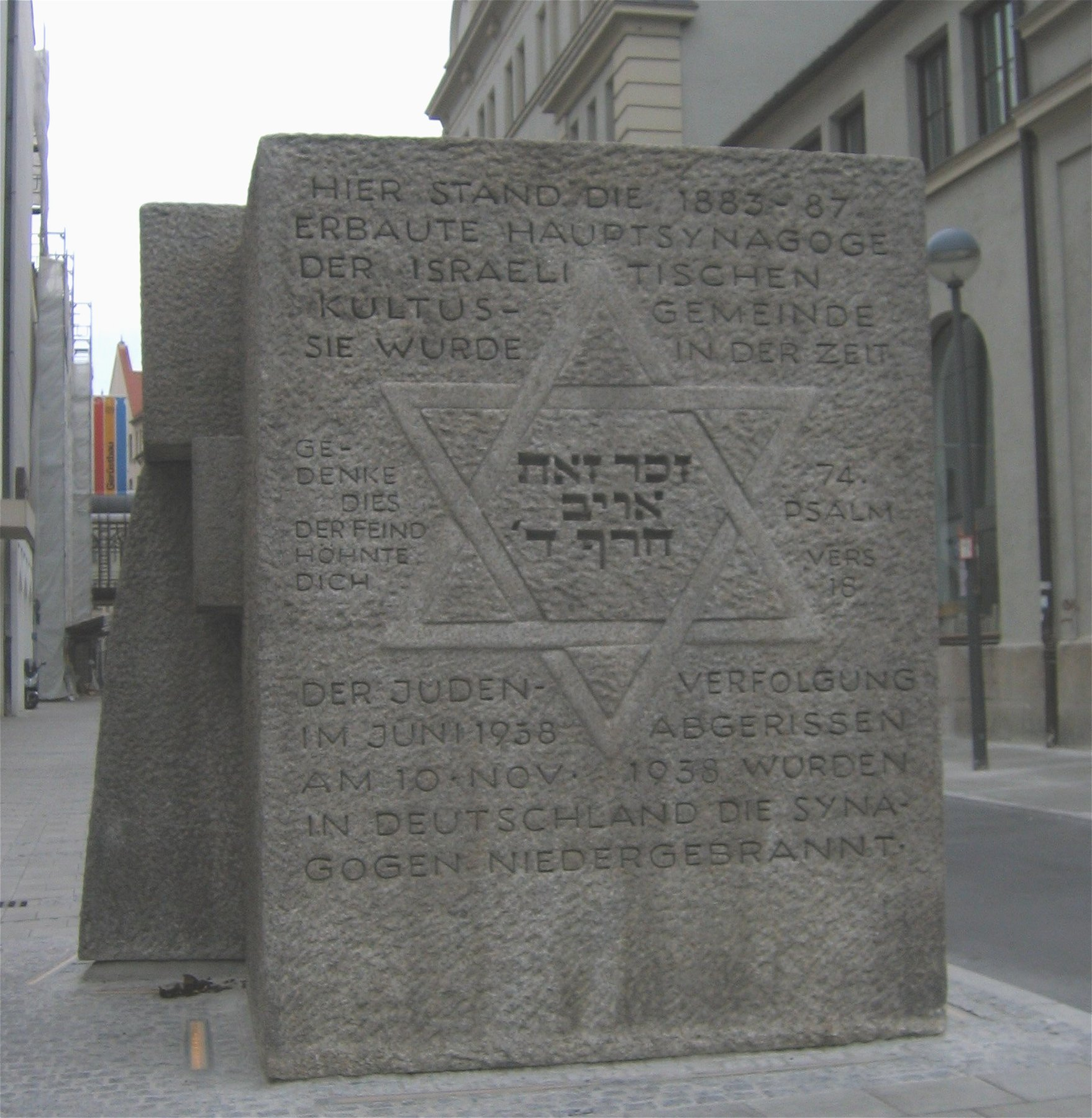
Gedenkstein für die 1938 zerstörte Hauptsynagoge in München (1968/69)

Herbert Peters (* 8. Dezember 1925 in Neman, Ostpreußen; † 15. September 2006 in München) war ein deutscher Bildhauer und Graphiker.

## Leben
Von 1946 bis 1948 wurde er von dem Steinbildhauer Adam Winter in Mainz-Kastel ausgebildet und studierte von 1949 bis 1955 Bildhauerei bei Toni Stadler an der Akademie der Bildenden Künste München. 1952 bis 1955 war er Stipendiat der Studienstiftung des Deutschen Volkes und 1963/64 der Villa Massimo in Rom. Peters trat 1965 der Münchner Künstlergruppe Neue Gruppe bei.
1979 wurde er Mitglied des Deutschen Künstlerbundes, 1983 zum Mitglied der Bayerischen Akademie der Schönen Künste ernannt.
1996 war Peters als Ehrengast in die Villa Massimo in Rom eingeladen.
Der Künstler lebte und arbeitete bis zu seinem Tod im Jahr 2006 in München, unter anderem in der Villa Flossmann, der früheren Atelierwohnung des Bildhauers Josef Flossmann (1862–1914).

## Werk
Das Werk von Herbert Peters geht von der Darstellung der menschlichen Figur über Schritte zunehmender Abstraktion hin zu einer geometrischen Abstraktion, der in den kleineren Einzelplastiken immer wieder die Verbundenheit mit dem menschlichen Körper anzumerken ist. In seinen Arbeiten im öffentlichen Raum sind es hingegen eher geometrische Körper und Gruppen, die einen eigenen Raum schaffen.

„In gewisser Weise gelten für Peters generationstypische Merkmale: Er geht von der Münchener figürlichen Tradition in der Spielart Toni Stadlers aus, nimmt Anregungen von Seiten der Avantgarde auf, partizipiert an der Entfaltung des Informel, wendet sich seiner formenbetonenden Haltung zu, erkundet das Feld zwischen anthropomorphisierender und geometrisierender Abstraktion, setzt sich mit Fragen der environmentorientierten Bildnerei auseinander und stellt sich dem Problem einer Kunst, die physische Befindlichkeiten wie Labilität und Transitorik zum Thema macht.“

## Auszeichnungen (Auswahl)
- 1963 Villa-Romana-Preis
- 1966 Förderpreis der Stadt München für Bildhauerei
- 1970 Preis der Biennale Internazionale della Grafica in Florenz
- 1975 Kunstpreis der Bayerischen Akademie der Schönen Künste, München
- 1978 Seerosenpreis
- 1991 Verleihung des Bayerischen Verdienstordens
- 1995 Kunstpreis der Landeshauptstadt München
- 1999 Lovis-Corinth-Preis
- 2006 Medaille „München leuchtet – Den Freunden Münchens“ in Silber

Quelle:

## Ausgewählte Werke

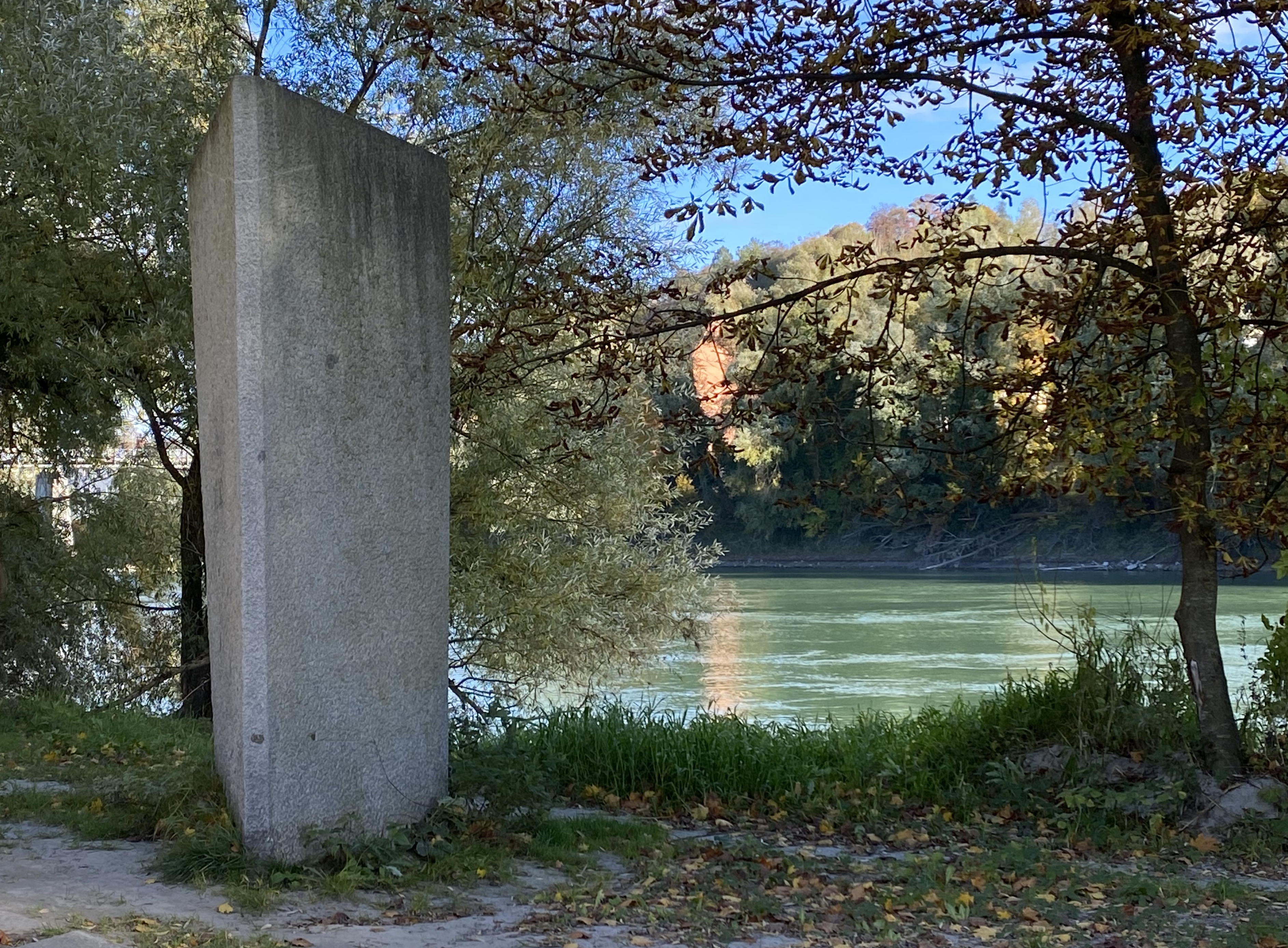
Ohne Titel (1981), Innpromenade, Universität Passau

- Gedenkstein für die 1938 zerstörte Alte Hauptsynagoge München (1968/69)[4], Maxburgstraße in München
- Ombra (1976)
- Torso V (1979)
- Ohne Titel (1981), Granit, 350 × 350 × 150 cm, Innpromenade, Passau[5]
- Monolitische Granitstele (1982/83), Destouchesstraße in München
- Dreiteilig (1989)
- Skulptur (1990)[6], in München
- Zwei monolitische Granitpfeiler (1991/92), Mariahilfplatz in München
- Steintor am Rothsee

## Fotos

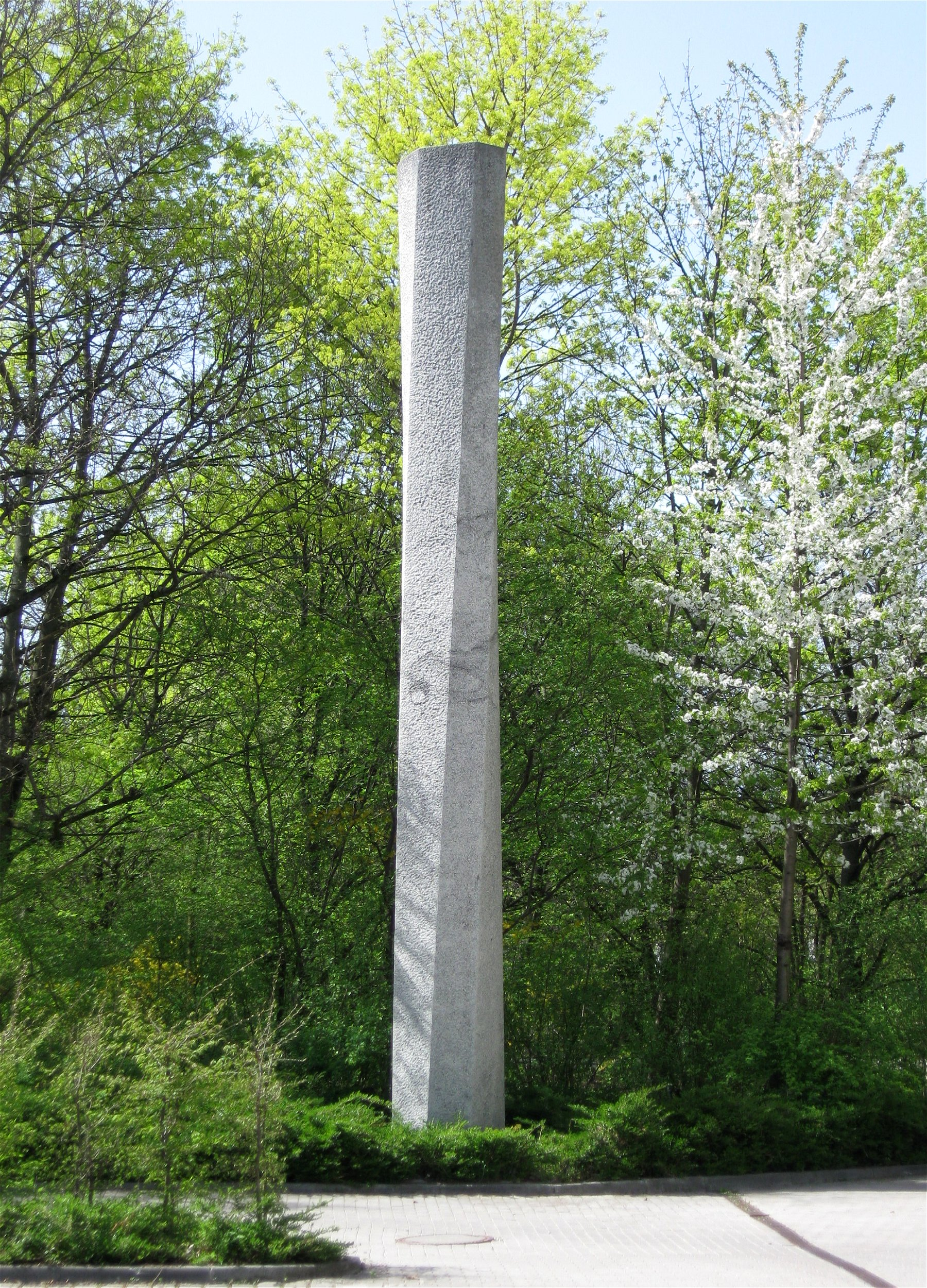
Monolitische Granitstele (1982/83)
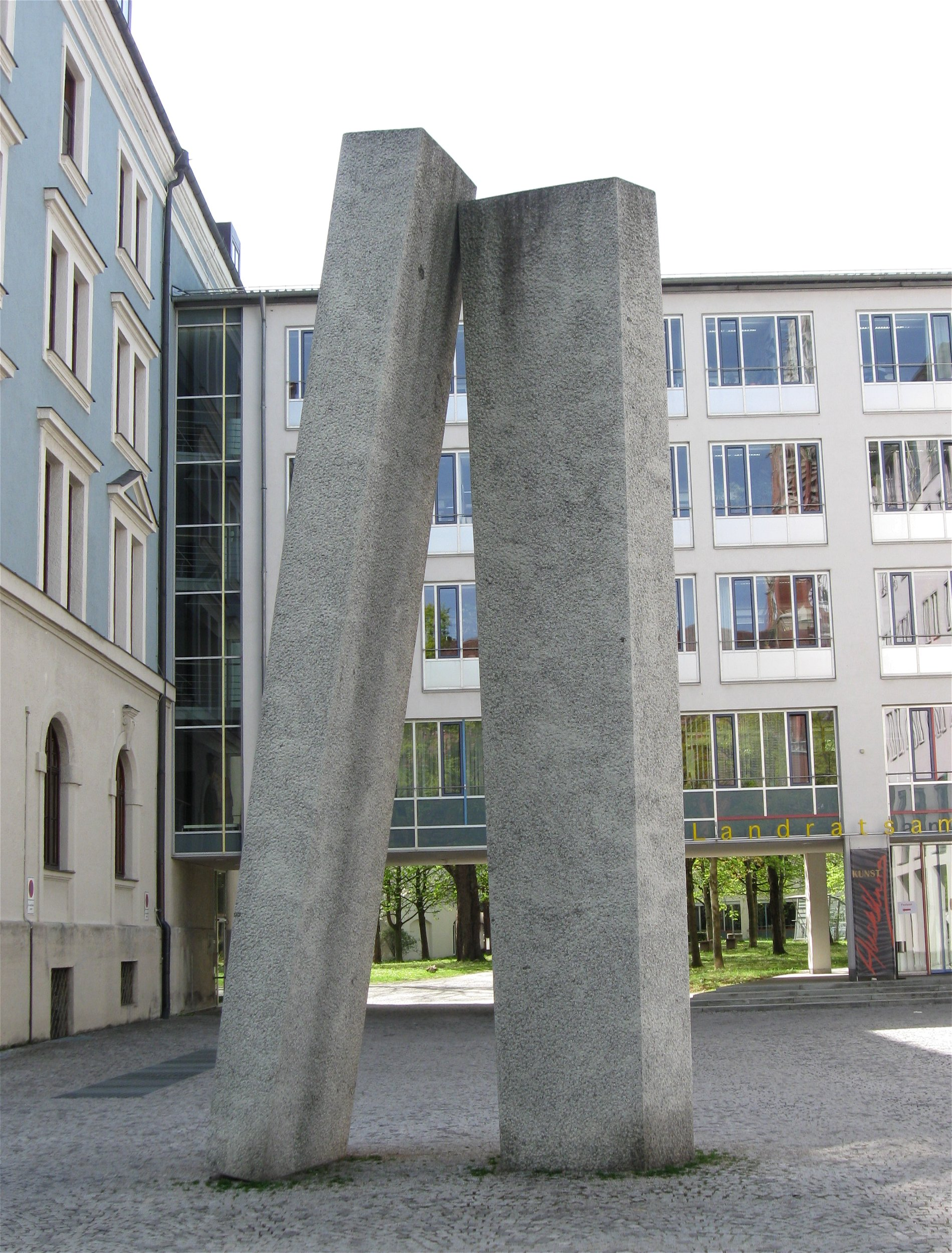
Zwei monolitische Granitpfeiler (1991/92)